# Junibacken (fiktiv plats)
Junibacken är en fiktiv plats och hemmet för Astrid Lindgrens barnboksfigur Madicken. 

## Filminspelningsplats
Exteriör- och vissa interiörscener som föreställer Junibacken i filmatiseringen om Madicken från 1970-talet spelades in på gården Järsta gård i byn Brogård cirka 20 kilometer norr om Uppsala.

### Fotnoter
1. ↑  ”Här är Madickens Junibacken - på riktigt”. Sveriges Radio P4 Uppland. 19 augusti 2014. http://sverigesradio.se/sida/artikel.aspx?programid=114&artikel=5941206. Läst 5 oktober 2014.